# Tintinaite
La tintinaite è un minerale appartenente al gruppo della kobellite.